# Escut del Txad
L'escut del Txad fou adoptat l'11 d'agost del 1970, segons el disseny d'Hervé Pinoteau, secretari de l'Acadèmia Internacional d'Heràldica. Té els colors de la bandera estatal.
És un escut faixat dentat de vuit peces, d'or i atzur, timbrat per un sol ixent radiant de gules. Com a suports, a la destra un mufló rampant d'or mirant de cara, i a la sinistra un lleó d'or linguat de gules, tots dos carregats damunt la crinera d'una fletxa de gules apuntant amunt. De l'escut penja la medalla de l'Orde Nacional del Txad i a la base hi ha una cinta d'or amb el lema nacional en francès: UNITÉ – TRAVAIL – PROGRÈS ('Unitat – Treball – Progrés'), amb les paraules acostades a banda i banda per una fletxa de gules.
Les faixes d'atzur representen el llac Txad, amb el sol ixent que simbolitza un nou començament. Els dos animals de suport fan referència a les dues parts en què es divideix el territori, el Nord (el mufló) i el Sud (el lleó), cadascun dels quals porta una fletxa, símbol de la sal que s'extreu del llac. L'Orde Nacional del Txad és la màxima condecoració d'aquest estat africà.
També hi ha un segell oficial, de forma circular, adoptat el 1959. Conté la representació del bust d'una dona i porta inscrits el nom de l'estat i el lema nacional, tot en blanc i negre.